# Diversidad sexual en San Francisco
La comunidad de lesbianas, gays, bisexuales y transgénero (LGBT) en San Francisco es una de las comunidades LGBT más grandes y prominentes de los Estados Unidos, y es una de las más importantes en la historia de los derechos y el activismo LGBT estadounidense junto con la ciudad de Nueva York. La ciudad en sí tiene, entre sus muchos apodos, los apodos de "capital gay del mundo", y ha sido descrita como "la 'ciudad amigable con los homosexuales' original". La cultura LGBT también está activa dentro de las empresas que tienen su sede en Silicon Valley, que se encuentra dentro del área sur de la Bahía de San Francisco.

## Historia

### SigloXIX
La cultura LGBT de San Francisco tiene sus raíces en el propio origen de la ciudad como ciudad fronteriza, lo que la profesora de la Universidad Estatal de San Francisco, Alamilla Boyd, caracteriza como "la historia de permisividad sexual de San Francisco y su función como ciudad abierta, una ciudad donde todo vale". El descubrimiento de oro vio un auge en la población de 800 a 35,000 residentes entre 1848 y 1850. Estos inmigrantes estaban compuestos por mineros y buscadores de fortuna de una variedad de nacionalidades y culturas, más del 95% de los cuales eran hombres jóvenes.
Estas poblaciones transitorias y diversas empujadas a un entorno relativamente anárquico tenían menos probabilidades de ajustarse a las convenciones sociales. Por ejemplo, con una proporción de género desequilibrada, los hombres a menudo asumían roles asignados convencionalmente a las mujeres en entornos sociales y domésticos. La vestimenta de género cruzado y el baile entre personas del mismo sexo prevalecían en los bailes de máscaras de la ciudad, donde algunos hombres asumían el papel tradicional de las mujeres y llegaban a usar atuendos femeninos. En su estudio Arresting dress, cross-dressing in 19th-century San Francisco, Clare Sears también describe numerosos casos de mujeres que se vistieron con ropa de hombre en espacios públicos para aumentar la libertad social y económica, la seguridad y la experimentación progresiva de género. El travestismo sigue siendo una parte importante de la cultura LGBT en la ciudad hoy en día.
A fines del siglo XIX se produjo un cambio en la demografía de la ciudad junto con nuevas actitudes sociales y políticas. Surgieron campañas contra el vicio para atacar la prostitución junto con la criminalización de las transgresiones de género percibidas, incluida la prohibición del travestismo en 1863. Las leyes de travestismo y las leyes de decencia pública continuaron informando la cultura LGBT y sus interacciones con las fuerzas del orden hasta bien entrado el siglo XX. Este cambio político resultó en el resurgimiento de la cultura queer de San Francisco en bares, clubes nocturnos y entretenimiento de Barbary Coast, fuera de la vigilancia y el control. Durante la década de 1890 a 1907, Barbery Coast, el primer barrio rojo de San Francisco ubicado en Pacific Avenue, presentaba prostitución homosexual e imitadores de mujeres que servían a la clientela masculina.

## Barrios

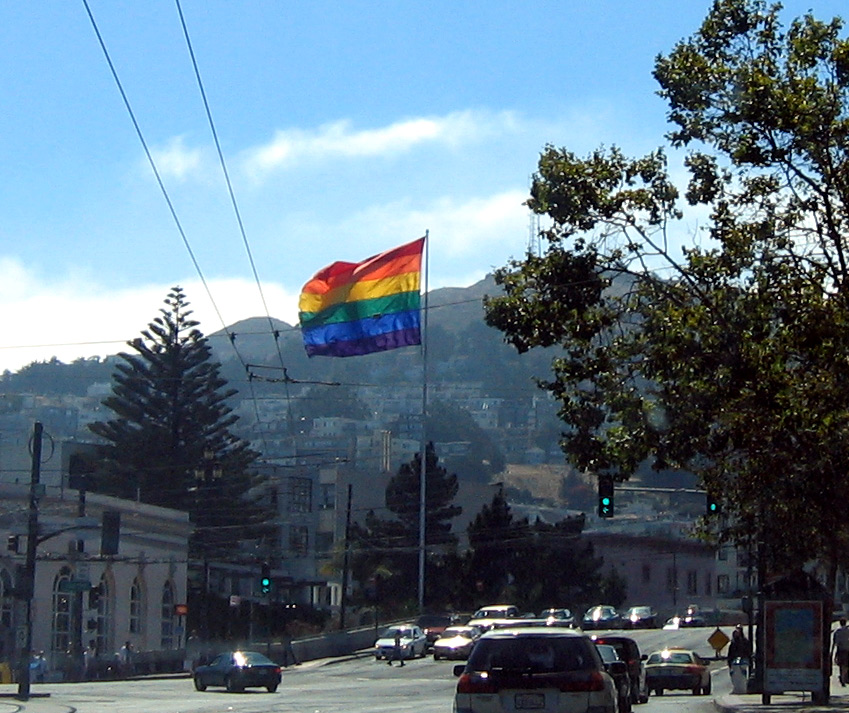
Bandera LGBT en la Plaza Harvey Milk en Castro.

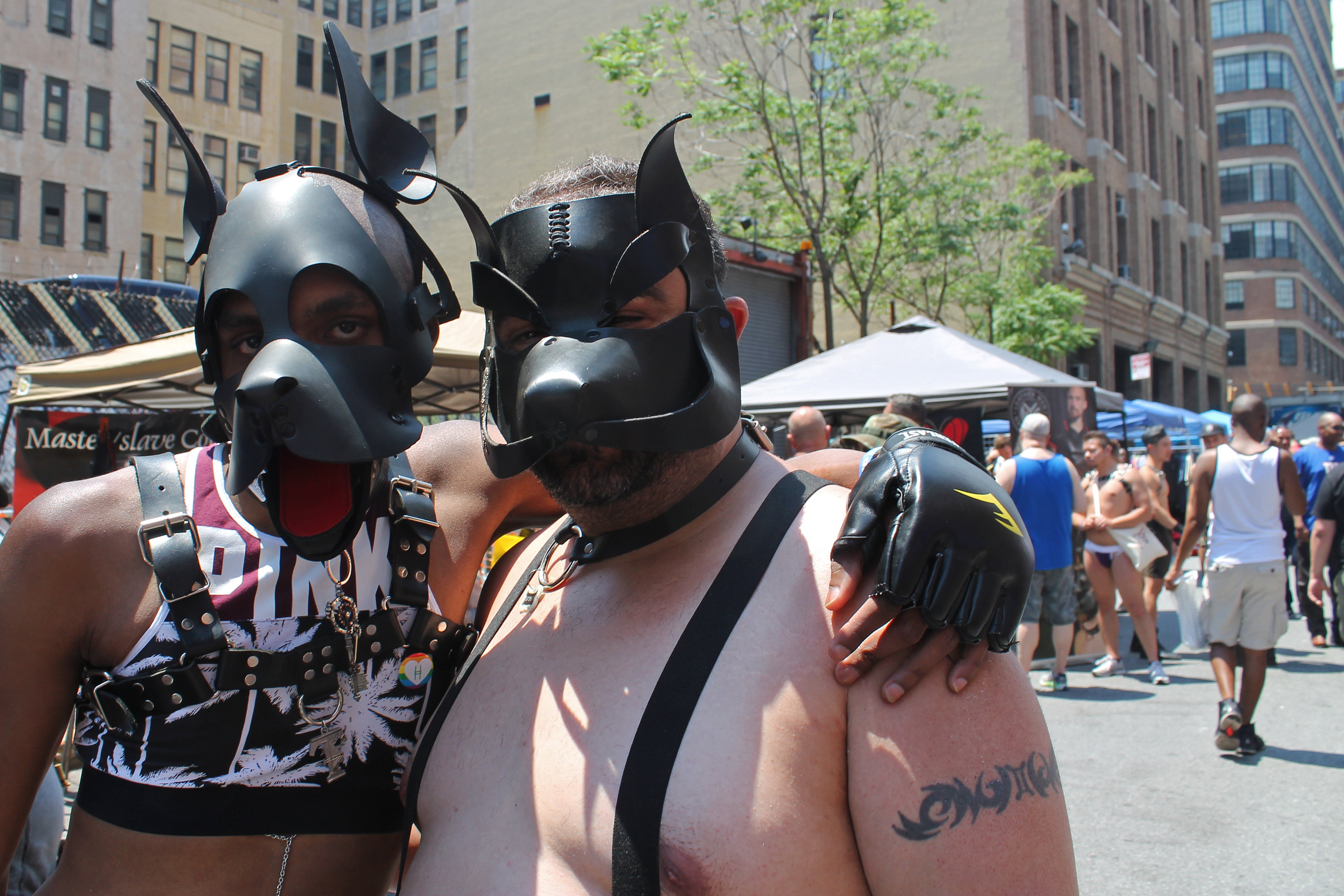
Folsom Street Fair en San Francisco.

En las décadas de 1920 y 1930, la zona LGBT más prominente era North Beach. Polk Gulch fue un popular barrio gay entre las décadas de 1950 y 1980, donde se celebraba la primera feria callejera anual de Halloween, que posteriormente se trasladó al Castro. La calle Folsom albergó los primeros bares de temática leather y aún alberga la feria callejera anual de la subcultura leather, que se celebra en septiembre, la Folsom Street Fair. En 1977, gran parte de la comunidad LGBT se concentraba en la parte alta de Market Street y la zona de Haight-Ashbury.
El área de Castro en San Francisco es más conocida como un barrio gay; esto comenzó en las décadas de 1960 y 1970, cuando las personas LGBT comenzaron a mudarse a la comunidad. Fue aquí donde Harvey Milk tenía su tienda de cámaras y donde realizó gran parte de su labor organizativa en la década de 1970. El barrio ahora cuenta con banderas del orgullo permanentes, el Museo de Historia LGBT y un Paseo de la Fama con los nombres de personas LGBT destacadas inscritos en la acera. Si bien Castro mantuvo su identidad, en 2014 Spencer Michels, de PBS Newshour, declaró que Castro se había convertido en una calle comercial «un poco más heterosexual, un poco más exclusiva».
El Distrito de la Misión ha sido durante mucho tiempo un barrio con una fuerte presencia latina queer, y albergó el primer bar gay latino de San Francisco, Esta Noche, junto con otros bares latinos gay como La India Bonita y El Rio. La Misión también fue sede del Proyecto ContraSIDA por Vida, una organización latina para la prevención del VIH. Lesbianas, latinas y no latinas, se sintieron especialmente atraídas por este barrio en la década de 1980; ha albergado varios bares lésbicos, un Centro de Mujeres, cafeterías, una librería y un baño público exclusivo para mujeres.
Chinatown de San Francisco también es un lugar estrechamente vinculado a la cultura LGBT, cuya historia sobre la sexualidad comenzó con el desarrollo de la industria del sexo a mediados del siglo XIX. A mediados del siglo XX, con el aumento de clubes nocturnos y bares gay en Chinatown, este se convirtió en el lugar más famoso para el turismo sexual, atrayendo a clientes LGBT de todo el mundo. En 1994, la Alianza Gay Asiática del Pacífico y las Hermanas Asiáticas del Pacífico se unieron inicialmente al Desfile del Año Nuevo Chino en Chinatown, lo que marcó la primera vez que la sociedad chino-estadounidense aceptó públicamente a las organizaciones LGBT asiático-estadounidenses.

## Cultura y recreación

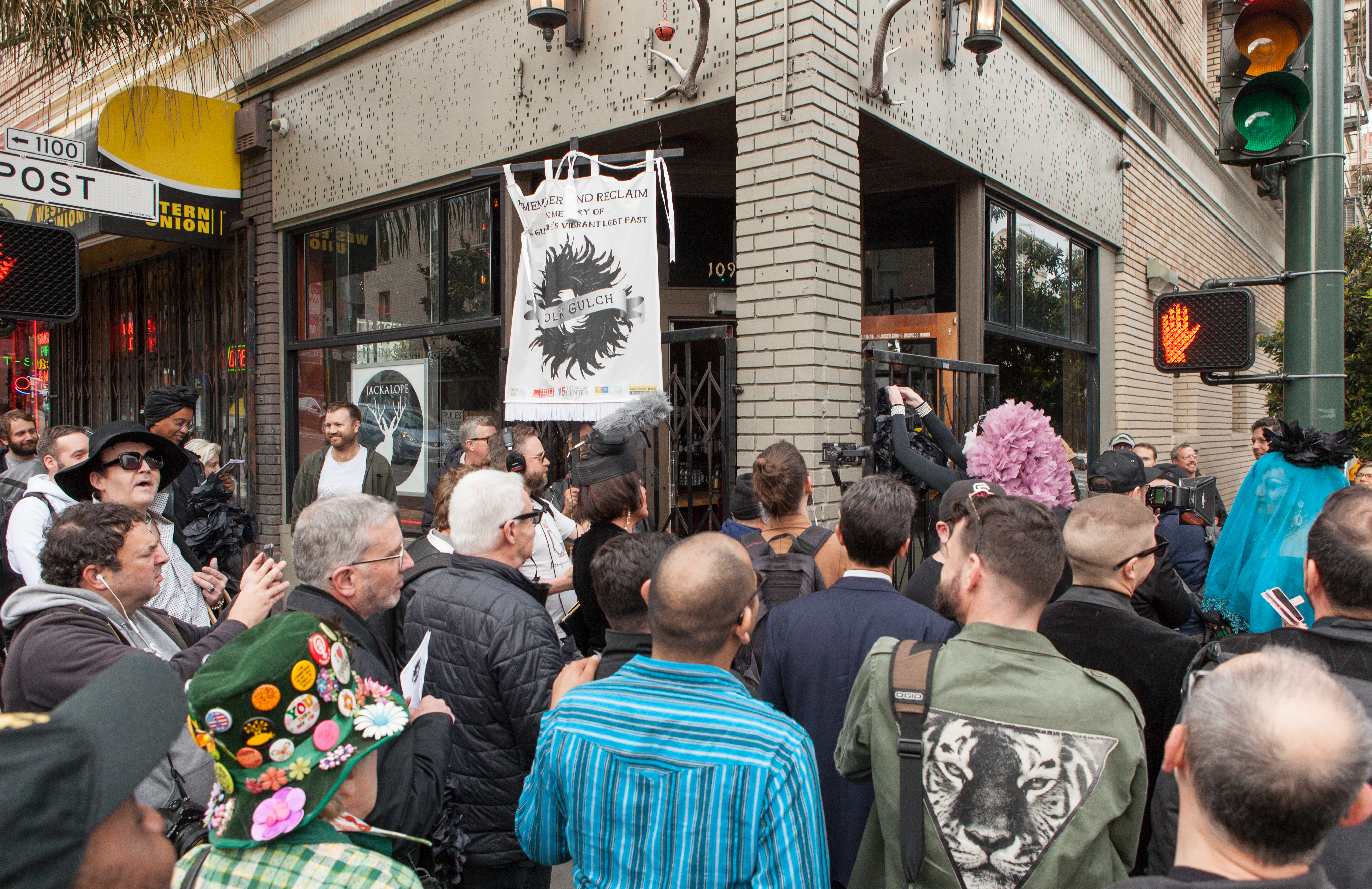
Una multitud observa a la Hermana Roma, de las Hermanas de la Perpetua Indulgencia, colocar una corona de flores en el antiguo bar gay durante la Marcha para Recordar y Recuperar el Espacio Queer en Polk Gulch, marzo de 2018.

Los bares gay y lésbicos se convirtieron en centros comunitarios LGBT y espacios donde los residentes LGBT tenían visibilidad pública. Michael Stabile, de Out, afirmó que el primer bar gay «notorio» fue The Dash, inaugurado en 1908. El número de bares gay en San Francisco aumentó en la década de 1960. En 1973, había 118 bares gay en las Páginas Amarillas Gay de San Francisco (en inglés: San Francisco Gay Yellow Pages); en 2011, había 33. El primer bar gay en tener ventanas transparentes fue Twin Peaks Tavern, que retiró sus ventanas opacas en 1972. El primer bar gay latino fue Esta Noche en 1979. En 2014, Pete Kane declaró que, a medida que los derechos y la cultura del mismo sexo se generalizaban, algunos bares gay de la ciudad habían cerrado debido a la gentrificación o se habían vuelto "post-gay". Más importante aún, la rápida pérdida de decenas de miles de hombres gay de San Francisco durante el auge de la epidemia del VIH/SIDA contribuyó en gran medida a la pérdida de muchos bares gay de la ciudad.
A pesar de ser conocida como una de las «mecas» LGBTQ de Estados Unidos, San Francisco presenta una grave escasez de espacios de reunión designados para lesbianas en comparación con los hombres gay. Los establecimientos centrados en lesbianas siempre han tenido dificultades para permanecer abiertos. The Lexington Club, el último bar popular mayoritariamente lésbico de San Francisco, cerró en 2015.
En la década de 1970, los partidos de sóftbol se convirtieron en una forma popular de recreación para hombres y mujeres gays y lesbianas, con equipos patrocinados por bares compitiendo entre sí, así como contra la policía de San Francisco. Las ligas deportivas LGBTQ+ en deportes distintos al sóftbol se han vuelto igual de populares entre la población LGBTQ+ de la ciudad.
El San Francisco South of Market Leather History Alley consta de cuatro obras de arte a lo largo del Callejón Ringold que rinden homenaje a la cultura leather. Se inauguró en 2017. Las cuatro obras de arte son: monolitos grabados que honran a las instituciones comunitarias dedicadas al cuero, como la Feria de la Calle Folsom y las marcas en el pavimento de la bandera del orgullo leather, a través de las cuales emergen las piedras; una piedra de granito negro grabada con una narrativa de Gayle Rubin; una imagen de la estatua "Leather David" de Mike Caffee; y una reproducción del mural de Chuck Arnett de 1962 que se encontraba en The Tool Box (un bar gay leather); y huellas de botas de metal a lo largo de la acera que honran a 28 personas que fueron parte importante de las comunidades leather de San Francisco.
El Festival Nacional de Artes Queer y Frameline, este último el festival de cine LGBT más grande y antiguo, se celebran en San Francisco. La ciudad también alberga el Festival de Cine Transgénero de San Francisco, el festival de cine transgénero más antiguo del mundo.
Harvey Milk fundó la Castro Street Fair. Otros eventos incluyen el Orgullo de San Francisco, Folsom Street Fair y Pink Saturday.
El Coro de Hombres Gay de San Francisco y el Coro Lésbico/Gay de San Francisco tienen su sede en la ciudad. La Banda de la Libertad Lésbica/Gay de San Francisco es la primera organización musical abiertamente gay del mundo. En 2018, la Junta de Supervisores la designó oficialmente como la banda oficial de San Francisco.
El Museo de la Sociedad Histórica LGBT se encuentra en el Distrito Castro.

## Medios de comunicación
Los periódicos de la zona centrados en la comunidad LGBT son Bay Area Reporter, San Francisco Bay Times y San Francisco Sentinel. Las revistas centradas en la comunidad LGBT publicadas en la ciudad son Curve y Girlfriends.
El crecimiento de la población LGBT llevó a algunos editores a usar el nombre de San Fagcisco para la ciudad, mientras que a sus habitantes se les dio el gentilicio de San Fagciscan.

## En la ficción
Las series Historias de San Francisco y Looking representan la cultura LGBT en San Francisco.
La novela Valencia de Michelle Tea explora la cultura lésbica del Distrito de la Misión de la década de 1990.
La novela A Horse Named Sorrow de Trebor Healey está ambientada en el San Francisco de los años 80 y 90.
La serie de novelas de misterio Emma Victor de Mary Wings trata sobre una investigadora privada lesbiana de San Francisco.
En la película Inside Out de Pixar de 2015, Ira hace referencia a la cultura LGBT al mencionar que vio a alguien en San Francisco que se parecía a un oso.